# Турівське Євангеліє
Ту́рівське Єва́нгеліє — уривки церковно-слов'янського рукописного Євангелія-апракосу (10 подвійних сторінок), переписаного в XI столітті, правдоподібно в Україні.
Турівське Євангеліє належало на початку XVI століття церкві Преображення в Турові над Прип'яттю. Містить дві вкладні грамоти князя Костянтина Острозького (1508 і 1513 років), власника Турова, з земельними наданнями для священства. Турівське євангеліє видав Срезневський Ізмаїл Іванович (фотографічно) у 1876 році. Зберігається в Бібліотеці Академії наук Литви.